# Грб Београда
Грб Београда је званични симбол Града Београда и постоји у три нивоа — као Основни или Мали, Средњи и Велики грб.
Историја хералдичког представљања Београда је дуга и сеже до времена када је град први пут постао српска престоница за време Деспота Стефана Лазаревића када се овај симбол први пут индиректно помиње у Деспотовом Житију. Први познати хералдички уобличен грб града се појављује у XVI веку и највероватније је угарског порекла. Но, као и сама историја града, тако је и његов грб био несталан. Како је град прелазио из руке у руку различитих освајача, тако се и његово хералдичко представљање мењало — било да град уопште није имао свој грб као под Османлијама, или да је добио сасвим нови под Аустријанцима.
Историја грба Београда који је данас у употреби је почела 1931. године када је званично изабран, након конкурса на коме је победио рад Ђорђа Андрејевића Куна. У социјалистичко доба грб је занемариван, да би након демократских промена 90-их година доживео своју реафирмацију, а од 2000-их је и реорганизован у три степена, какав је и данас у употреби.
Употреба грба Београда је регулисана Статутом града и посебним градским прописима који детаљно уређују и санкционишу употребу грба у различитим приликама и на различитим местима.

## Блазон
Грб града Београда користи се у три нивоа — као основни, средњи и велики грб. Статутом града Београда, овај симбол града је дефинисан на следећи начин:

### Основни грб
Блазон Основног грба:
| „ | Основни грб града је штит барокне форме, на плавом пољу је сребрни, каменом озидани град закошених зидина са круништем са четири зупца и две угаоне конзолне куле мотриље коничних кровова са по једним уским црно испуњеним прозором надовезане на спољни пар зубаца круништа. Над круништем града, између кула мотриља и изнад у поље отворене двокрилне сребрне капије од талпи са по две хоризонталне греде за учвршћење кроз чији се лучни отвор са клинастим теменим каменом види плаветнило неба, издиже се двоспратна сребрна, каменом озидана, кула са трозубим круништем и са по два црно испуњена правоугаона прозора на сваком спрату. Град почива на ескапираном црвеном тлу изнад две таласасте сребрне греде, које представљају реке Саву и Дунав. На доњој удесно броди златна античка трирема са три јарбола са разапетим сребрним четвртастим једрима и црним ужадима и са сребрним кружним отворима на трупу у три реда из којих излазе црна весла која су уроњена у реку, и то у горњем реду три, у средњем четири, а у доњем реду два весла. | ” |

### Средњи грб
Блазон Средњег грба:
| „ | Средњи грб је истоветан Основном грбу, али је штит надвишен златном бедемском круном са пет видљивих мерлона и са истом таквом дијадемом украшеном рубинима, сафирима и смарагдима. | ” |

### Велики грб
Блазон Великог грба:
| „ | Велики грб се састоји од сребрног двоглавог орла у полету, златно оружаног и исто таквих ногу и језика. Орао у десној канџи држи сребрни мач златног балчака и јабуке, а у левој плодну природну грану маслине. На грудима орла је Основни грб града, а изнад орла златна бедемска круна са пет видљивих мерлона и са истом таквом дијадемом украшеном рубинима, сафирима и смарагдима. Испод орла су две лучно постављене плодне златне гране храста преко чије се укрснице налази први познати грб града (штит раздељен, горе у црвеном из раздеоне линије издиже се сребрно бедемско круниште са три мерлона, од којих су два бочна надвишена златним патријаршким тролисним крстовима, а средњи кружном двоспратном сребрном кулом са круништем и са по два лучна пољем отворена прозора на сваком спрату, а доле три пута раздељено црвено и сребрно). Са обе стране штита, преко речених храстових грана су одличја додељена граду у природним бојама и са одговарајућим тракама, и то ближе штиту десно Орден Карађорђеве звезде с мачевима 4. степена, а лево Орден народног хероја. Даље од штита, десно је француски Орден легије части 5. степена, а лево чехословачки Ратни крст 1914—1918. Сва поменута одличја приказана су у аверсу. | ” |

## Употреба
Употреба и заштита грба Београда је уређена Статутом града и „Одлуком о употреби имена, грба и заставе града Београда“, као и званичним Упутством за употребу које је донето на основу Одлуке о употреби и којим се ближе одређује ова тематика. Нормативни оквир за уређивање тематике градског грба представља „Закон о локалној самоуправи“ Србије који прописује да „Јединица локалне самоуправе самостално у складу са овим законом утврђује своје симболе (грб и заставу), и њихову употребу.“
Грб Београда може се употребљавати на начин којим се не нарушава углед Града, и то само у облику и садржини који су утврђени Статутом. Није дозвољена непримерена и недолична употреба, то јест на начин који вређа јавни морал и углед грађана Београда. Употреба је дозвољена уз сагласност Скупштине града коју ова доноси на основу стручног мишљења посебне „Комисије за давање стручног мишљења о употреби имена, грба и заставе Града“, коју образује Градоначелник и која се састоји од председника и четири члана у мандату од четири године.
Еталон (изворник) Основног, Средњег и Великог грба града и графички стандард за њихово приказивање, на основу којих се обликује грб града пре него што се пусти у употребу, и који се чува у градској управи, је утврђен Одлуком о употреби.
Забрањена је употреба грба ако је оштећен или је својим изгледом неподобан за употребу, као и грба којем су измењени поједини елементи, али својим изгледом асоцира на грб Града. Употреба грба Града у уметничком стваралаштву и у васпитно – наставне сврхе слободна је, под условом да се не противи добром укусу, друштвеним и моралним нормама, хералдичкој пракси, традицији и званичној Одлуци о употреби.
Кад је реч о привредној активности, правна регулатива је ту усмерена ка двема ситуацијама: апсолутној забрани и могућношћу употребе уз претходно одобрење. Апсолутна забрана се огледа у забрани употребљавања грба Града као робног или услужног жига, узорка или модела, нити као било који други знак за обележавање робе или услуга; Друга ситуација се односи на могућност да се правном лицу, односно предузетнику, изузетно да сагласност да Основни грб Града употреби као украс, као део незаштићеног знака или у комерцијалне сврхе. Сагласност на употребу Основног грба Града правном лицу, односно предузетнику, може се дати уколико је делатност правног лица, односно предузетника, од значаја за Град. Давање сагласности је у надлежности Скупштине града, а услови и цела процедура су уређени Одлуком о употреби.

Кад је о службеној употреби грба реч, Одлука о употреби и Упутство прописују следеће:
| „ | Право да користе грб града имају органи града, званични представници и делегације града у службене сврхе и у форми прописаној еталоном. Основни грба града могу да користе градске општине и месне заједнице на територији Града у службене сврхе и у форми прописаној еталоном (изворником). Основни грб Града могу да користе органи, службе, јавна предузећа, установе, организације и друга правна лица чији је оснивач Град, у службене сврхе и у форми прописаној еталоном (изворником). (сл. 60, 61 и 62) Основни грб Града могу службено да користе и репрезентативни синдикати органа управе. Средњи грб града користе: 1. одборници Скупштине Града, 2. Градска управа, и 3. помоћници градоначелника Града Београда. (сл. 63 и 64) Велики грб града користе: 1. председник Скупштине града, 2. заменик председника Скупштине Града, 3. градоначелник, 4. заменик градоначелника и 5. чланови Градског већа. | ” |

Начин и облик конзумације овог права употребе грба је прецизирано Одлуком о употреби. У свим случајевима службене употребе грба мора се претходно прибавити мишљење Службе за информисање града о изгледу и начину истицања грба.
О спровођењу ових правила старају се организационе јединице Градске управе надлежне за послове привреде и информисања, док је за инспекцијски надзор за њихово спровођење задужена комунална инспекција. У складу са тим, комуналном инспектору су поверена овлашћења да, када утврди да се грб или застава Града користе супротно одредбама Одлуке о употреби, решењем забрани употребу грба и заставе Града и, по правилу, наложи уклањање са објекта и предмета на којима су истакнути и друге мере ради отклањања утврђених недостатака. Осим комуналне инспекције и комунална полиција је надлежна за спровођење употребе и заштите градског грба, и то у његовом казненом домену. Тако, комунална полиција има право да новчано казни за прекршај правно лице које користи грб, а не поштује Одлуку о употреби. У зависности од озбиљности прекршаја новчана казна варира у висини и детаљно је утврђена Одлуком.
Правила за истицање градског грба прописују да грб Београда има приоритет у приказивању у односу на све друге грбове и амблеме осим на грб више политичке заједнице, као на пример грба државе. Начелно говорећи, приоритетно место истицања грба је са десне стране од центра, односно на левој страни када се гледа у композицију. Одлуком и Упутством за употребу су ова правила додатно, минуциозно, разрађена и детаљно предвиђају положај грба у различитим ситуацијама и схематским позицијама (место грба са другим грбовима у кругу, полукругу, колони, врсти итд.).

## Историја
С обзиром на старост града као људског станишта која се мери миленијумима, те средишњег места у политици, економији и духовности једног народа која се мери вековима, Београд изненађујуће има млад грб. Разлог овоме лежи у самој бурној историји Београда, коју карактеришу дисконтинуитети и вртоглави обрти због чега и није могла да се развије континуирана стара хералдичка представа. Тако се на својеврстан начин кроз историју овог конкретног београдског знамења може у доброј мери и одсликати уопште историја целог града.
Конкретно најскорији такав историјски дисконтинуитет, који се односи на стварање данашњег, релативно скорог, градског грба, пак, није производ непостојања било какве урбане хералдичке традиције у тренутку његовог креирања 1931. године, већ је резултат тадашњег генералног става и схватања да Срби нису имали средњовековну хералдику и да — ако се игде нађу трагови који сведоче супротном — они морају бити последица туђих утицаја, те су стога непримерени потребама, схватањима и поимању српске националне и конфесионалне особености. Премда је оваква интерпретација историјске прошлости имала легитимитет и у њој је више од зрна истине, доцније је од стране историјске науке и хералдике одбачена као неоправдана.
Грб Београда је, по свој прилици, узевши целокупну његову историју, најстарији градски грб на подручју Србије.

### „Деспотов грб”
Имајући у виду старост града, његов географски положај и стратешки значај, није немогуће да је Београд свој први грб стекао пре најранијег извора у коме се први пут индиректно помиње — делу Константина Филозофа „Житије деспота Стефана Лазаревића”. Као важно утврђење и седиште моћног гарнизона могао је следити брзи развој муниципалне хералдике у Угарској, на чијој се територији први грбови насеља јављају током 13. века. Но, због непостојања извора, све овакве тврдње остају у домену спекулације.
Као претходно речено, први податак о грбу Београда потиче из 15. века, у „Житију деспота Стефана Лазаревића” Константина Филозофа. Реч је о периоду кад је град био просперитетна српска престоница под деспотовом влашћу са моћним зидинама, кулама и дворцима над Савом и Дунавом. Говорећи о времену кад је град дошао под власт српског владара, Константин вели:
| „ | [...] А даде [Деспот] и ослобођење граду овоме од сваких намета, и даде повластице свима са сваком сигурношћу да се не поколебају. У повељи која о томе говори биле су наведене све благодети Божје које су биле на њему, затим о слободи од поробљавања, и печат златни даде овима, који има на себи слику града, да који хоће да учини какву куповину у било ком крају, добије књигу са печатом која показује да је становник тога града, те да не даје нигде царине нити плаћа пролаза. [...] | ” |

Нажалост, овај печат није очуван, нити постоје други документарни или археолошки подаци који би осветлили сфрагистичке и вероватне хералдичке детаље печата, ван онога што је Константин Филозоф описао, стога остају само претпоставке да је представа града на печату била хералдичка. Пак, велика вероватност тачности овакве претпоставке, лежи у самој биографији деспота Стефана Лазаревића. Деспот је био човек свога времена, широко образован и далеко јаче упућен на контакте са северним и западним суседима од претходних српских владара. По свему судећи, познавао је хералдику, значај и улогу грба боље од својих претходника. Као витез Ордена побеђеног змаја цара Жигмунда уживао је знатне хералдичке привилегије, и као остали витезови овог ордена, није се могло десити да не буде добро информисан о битним елементима хералдичке вештине и права.
Професор Милош Ћирић у својој хералдичкој студији о грбу Београда, износи своју реконструкцију грба Београда са деспотовог печата, коју је урадио на основу сачуване грађе о изгледу града из деспотовог времена, те на основу изгледа града на тадашњим печатима сличног визуелног садржаја — печату Радослава Павловића из 1432. и печату Дубровачке републике из 1436. (сл. 4) Осим ове реконструкције, која почива на премиси да је „слика града” са печата дословно схваћена (панорамски приказ слика зидина), Ћирић је израдио још једни реконструкцију која антиципира да је „слика града” симболична, а не дословна. (сл. 5)
Хералдичар Драгомир Ацовић је мишљења да, какав год да је печат био, његов „образ” није морао обавезно да личи на стварни изглед града тога времена, нити је морао да обавезује Деспотове наследнике, поготово не оне међу њима који су долазили из подручја за знатном хералдичком традицијом, као што је на пример гроф Цељски, али да би било духу времена приличније да је Деспотов хералдички печат поштован и коришћен у изворном облику. Овај аутор је и става да је претпостављени изглед Деспотовог печата веома сличан изгледу првог хералдички уобличеног грба Београда из XVI века. (в. опширније испод, сл. 9)
Откад их је споменуо Константин Филозоф на „слици града”, мотив града и градских зидина ће доследно остати заједнички именитељ свих потоњих знамења Београда, иако разноврсних по пореклу и политичким значењима.

### Прва представа грба
Прва позната хералдички уобличена представа београдског грба појављује се у XVI веку и налази међу тридесет хиљада грбова и печата у Фугреском огледалу части (нем. Fugger'sche Ehrenspiegel) — великом, вишетомном корпусу каталогизованих грбова и печата насталом око 1555. године, а названо по познатој аугзбуршкој банкарској и кнежевској породици Фугер од Бабенхаузена. (сл. 6, 7, и сл. 8)
Занимљиво је да се у овом грбу, уз сребрни (бели) град, уводи још један важан хералдички елемент — црвено подножје тврђаве с две хоризонтално постављене сребрне греде, које су и у 16. веку, као и данас, симболизовале Дунав и Саву.
У хералдици се претпоставља да је грб угарског порекла — имајући у виду да је хералдика до Срба долазила или преко Угарске, или преко далматинске хералдичке транскрипције одговарајуће млетачке традиције. На овакво порекло грба упућује и упадљива сличност грба са савременим грбом Будима. Оба ова грба су приказана у Валвазоровом кодексу (Opus insignium armorumque...), насталом 1687/1688, на табли #303. (сл. 10) Премда је могуће и да је реч о чистој случајности, сличност се не да оспорити.
У капиталном делу „Хералдика и Срби”, Ацовић износи тезу — позивајући се на исте мотиве на приказу грба у Фугеровом огледалу части и Константиновог описа који су опстали до данас (креналисани градски бедеми, висока камена кула, две греде као алузија на две реке), те и на хронолошку младост Валвазоровог кодекса и сличност приказа грба Београда и Будима у њему — да је управо овај грб Београда, иако век млађи од помене у Житију, истоветан или сличан са описом златног печата на којем је „слика града”, односно да он доста говори о томе како је изгледао први могући модел првог познатог грба на који се Деспот угледао кад је даровао „печат златни”.
Овај грб је опстао, уз мање измене и стилске параферналије које су се мењале у складу са периодима мира или рата, или су потицале од недовољне информисаности картографа услед преласка града под власт Турака — који се на хералдику нису обазирали, нити се њоме оптерећивали — све до средине XVIII века. Реч је о приказу грба на војним мапама Београда из прве половине XVIII века, у којима је грб често допуњен параферналијама оријенталне егзотике и османског суверенитета — паноплија копаља и тугова, топовских цеви и барјака са полумесецом, турбана изнад штита итд. (сл. 11 и 12)
Аустријским освајањем града, Београд добија нови грб 1717. године, а овај грб, премда заборављен средином века, поново излази на светлост дана захваљујући труду младог минхенског истраживача Ота Титана фон Хефнера, покретача монументалне хералдичке библиотеке „Нови Зибмахер” (нем. Neuer Siebmacher). У оквиру ове библиотеке се 1885. године појављује и том посвећен градским грбовима у обради фон Хефнера, Н. Гауча и И. Клерикуса, који се у својој илустрацији грба позивају на Фугерско огледало части као извор. (сл. 13 и 14) Одавде је грб, по свему судећи, из заборава извукао историчар Алекса Ивић приликом расправе за грб града 1931. године.
Ипак, ово знамење је временом готово потпуно било пало у заборав. Његово угарско порекло га је било, посве неоправдано, потпуно маргинализовало и учинило „политички неподобним”. Најстарије београдско знамење је 1993. године, као своје усвојила београдска општина Стари град. (сл. 15) Овај грб се данас налази и у саставу великог грба града Београда, као симбол и подсетник на хералдичку историју града.

### Аустријска управа
Опсадом и потоњим освајањем Београда у рату против Турака, град под Аустријанцима добија нови грб 1717. године.
На светлост дана је ово знамење изнео Алекса Ивић 1910. године, када је у бечком архиву открио хералдички опис грба из 1721. године, где је уместо грба био приложен отисак печата. Уз елементе грба печат садржи и кружну циркумскрипцију која гласи: GRSS. INSIGL DER STATT BELGRAD IN SERVIEN 1721. (сл. 16 и 17)
Гувернер града кнез Александар од Виртемберга 1724. године Дворском ратном већу подноси два предлога за грб града. Први је био истоветан постојећем грбу са печата, док је други предлог био „прастари грб вароши, из доба римских царева”. (сл. 18 и 19) Према писању Ђорђа Стратимировића реч је о предлогу који се ослањао на антички медаљон из Таурунума, са приказом римског легионара који држи руке на сапима бика и коња, али и да овај предлог није наишао на одобравање. Дворско ратно веће је 9. маја 1725. године донело одлуку да се постојећи грб делимично измени, тако што ће се изоставити девиза и тако што ће постојећи поменути кружни натпис на печату бити промењен новим натписом: ALBA GRAECA RECUPERATA ANNO MDCCXVII („Београд поново задобијен лета 1717”).
Грб Београда из овог периода недвосмислено је био идеолошки мотивисан. Према мишљењу Ацовића и хералдичара Александра Палавестре, политичка порука коју је грб носио и одлука о његовој измени се могу окарактерисати као парадигматични за стање и судбину Београда и његовог знамења у овом историјском раздобљу. Римски орао који наткриљује град, џамије уместо древних зидина и цркава, а посебно замена девизе узвишеног порекла обичном политичком програмском формулом — приликом које је изостављено помињање Србије, те замена назива Београд појмом „Alba Graeca”, највише говоре о суморној националној непрепознатљивости и утилитарном приступу повременог владаоца судбини Београда.
Но, као ни аустријска владавина градом, ни овај јасно идеолошки дефинисан грб није друго потрајао. Београдским миром 1739. град прелази у руке Турака што је учинило да трајање овог грба постане ефемерно, као уопште и само питање хералдичке представе Београда. Уследило је дуго раздобље у којем Београд није имао свој грб, као ни жељу да се такво стање промени.

### Кнежевина и Краљевина Србија
Поновно успостављање српске власти над Београдом и дефинитивни одлазак Турака за време владавине кнеза Милана, нису донели никакву новост у погледу градског грба. У ондашњој Кнежевини, и касније Краљевини, грбови насељених места су непознат феномен. У службеној употреби је грб Кнежевине потпуно компензовао недостатак специфичног београдског хералдичког знамења. Оваква ситуација је настала услед схватања да су општинске власти — огранак државне власти, а не засебни, аутономни ентитети (локална самоуправа), па стога у службеној кореспонденцији и званичним приликама преузимају и користе државна обележја, а не сопствена. Покушај формирања неке врсте знамења локалних ауторитета се сводило на употребу симболичних или алегоричних слика на печатима магистрата. У београдском случају ово је најбоље илустровано на примеру печата београдског магистрата из 1807. године који је сам пример поменуте праксе преузимања државног грба у локалној употреби. (сл. 20)
Но, оно што у Србији и Београду није недостајало нити икога занимало, у остатку Европе је изазивало поприличну конфузију. Наиме, у другој половини 19. века долази до снажне издавачке делатности енциклопедија које су управо, премда на необичан начин, указале на ове мањкавости српске праксе кад је реч о муниципалној хералдици. У складу са својом уређивачком политиком, енциклопедијски текстови великих европских енциклопедија као Larousse, Brockhaus, Mayer's Lexikon и друге, почињу богато да се илуструју, а одреднице о великим или значајним градовима се обавезно илуструју градским грбом. Тако се испоставило да од европских престоница једино Атина и Београд немају грб. Поменуте енциклопедије су овај проблем решиле тако што су и Београду и Атини приписале фиктивне грбове. (сл. 21, 22 и 23)
Пошто су ове фикције и контрадикторности дуже времена изазивале велику забуну, подстакле су јавну расправу о грбу града. Тако је 1895. године, за тристоту годишњицу спаљивања моштију светог Саве на Врачару Ђорђе Стратимировић изнео предлог за грб града управо са ликом светог Саве у злату на плавом пољу. (сл. 27) Према речима Стратимировића:
| „ | Грб, како га хералдички замишљамо, састојао би се из проста штита с усправним ликом Светога Саве, по обрасцима сликаним у нашим старим манастирима. Пољице штита плаветно, Светитељ у златној одежди, стојећи на златном амвону; у горњим угловима штита нека пише са старинским златним словима „Свети Сава“; врх штита златна градска круна. | ” |

Стратимировићев предлог није прихваћен са одобравањем и од његове реализације није било ништа. У првој деценији XX века питање градског грба је дискретно поново актуализовано. Тако се у нацрту Закона о општинама из 1914. године, по први пут званично, у његовом 111 члану дефинише његов изглед. Поменути члан нацрта овог закона гласи:
Због избијања Првог светског рата исте године овај предлог Закона никада није усвојен, па је тако Београд ушао у XX век без званичног грба.

### Краљевина Југославија — нов грб града
Уверење да Београд треба и званично да стекне грб коначно је сазрело 1931. године. Разлог ове промене става био је пре свега политички и налазио се у новом друштвеном контексту у коме се нашла муниципална хералдика након завршетка рата и стварања заједничке јужнословенске државе, као и доминантног идеолошког наратива који је ишао уз њега.
Тако, пошто су уласком територија са богатим хералдичким наслеђем, свешћу и разумевањем за муниципалну хералдику у састав нове државе (Словенија, Хрватска, Војводина), ситуација у погледу хералдике се радикално променила и приметан је постао велики раскорак у односу на „победнички” сегмент популације и територије. Овај раскорак је у другим сферама друштва и те како постојао и понајмање је био хералдички, али је у домену хералдике посебно постао видљив. Пошто је овај раскорак требало превазићи и ствари норматизовати, тако је и сам однос — за или против муниципалних грбова, проматран као политички став и однос према самој идеји уједињења и државе као заједничке ствари. Дефинисање грба Престонице је у овом периоду након рата био највећи подухват у домену муниципалне хералдике.
У међупериоду од усвајања новог устава у којем је дефинисано ново државно знамење до усвајања званичног знамења града (1922—1931), Београд је наставио са истом праксом преузимања и кориштења државних симбола као својих, па је сада само грб српске државе замењен грбом нове југословенске државе.

#### Одбор
Марта месеца поменуте 1931. године, председник београдске општине инж. Милан Нешић је отворио питање дефинисања градског грба и образовао одбор који је требало да се бави овим питањем. Притом је и сам изнео властито виђење како будући грб града треба да изгледа, рекавши да у симболици новог грба треба да доминирају „страдање, као и успешна улога коју је Београд одиграо у стварању наше државе.” У рад одбора, који се организовао као шири и ужи, су позвани професор Богдан Поповић, генерал у пензији Милан Николајевић, Милослав Стојадиновић, Илија Шобајић, Драги Стојановић, државни саветник Живан Живановић, сликари Бета Вукановић и Урош Предић, вајар Живојин Лукић. Стручну (историјску и хералдичку) припрему за рад одбора обавио је Станоје Станојевић. Одбор је касније проширен личностима историчара Алексе Ивића — доброг познаваоца средњовековне хералдике и сфрагистике, Владимира Ћоровића и Николе Вулића, сликара Бранка Поповића и Ђорђа Чарапића — секретара канцеларије Краљевских ордена, фалеристичара и талентованог уметника.

Уследила је велика расправа на седницама одбора о томе којим мотивима се треба водити приликом састављања грба: да ли и у којој мери се треба освртати на историју и користити елементе старијих београдских грбова; да ли се треба служити дотадашњом праксом и у нови престонички грб унети и државни грб; шта мора превасходно бити изражено на грбу — целокупна историја града или само једна епизода из историје (нарочито она након српског освајања 1806). Такође критика је долазила и из специфичних углова различитих професија из којих су чланови одбора долазили — инсистирало се на једноставности грба, хералдичким правилима приликом израде, историзму нове периоде итд. Станоје Станојевић је срочио први програм грба:
 
Комбинујући ове елементе Станојевић износи како би потенцијални грб изгледао: 
| „ | На грбу би, ако се подели на две половине хоризонталне, у горњој половини лево могао бити представљен Београд Деспота Стевана Лазаревића, а десно освојење Београда 1806. У доњој половини могао би бити представљен данашњи Београд. У врху грба могао би бити представљен борац за слободу или данашњи државни грб. | ” |

Највише се залагао да се одбор у свом раду ослободи наслеђа старих београдских грбова и „историзма” и инсистирао да се превасходно узме у обзир историја од српског освајања града 1806. до оне најскорије из 1918. године. Већина чланова одбора га је пратила и подржала у овој намери.

Даље у току рада одбора свој предлог је доставио и Урош Предић, у форми мањег трактата под насловом „Неколико напомена о грбовима уопште, и о грбу Београда нарочито.” Суштина предлога се своди на следеће:
У свом трактату је посебно похвалио предлог грба у нацрту закона из 1914. који је био предочен одбору, а негативно се изјаснио о активирању старог Стратимировићевог предлога које је такође било предочено. (сл. 38) Узимајући у обзир све предлоге и елементе који су изнети у расправи и који су могли доћи у обзир за грб града, Ђорђе Чарапић је, држећи се правила хералдике, израдио укупно осам скица — хералдичких студија (сл. 29 до 36).
Запажен допринос расправи је донео и Алекса Ивић, који је у писаном облику из бечких архива обавештавао одбор о својим проналасцима из хералдичке прошлости Београда. Реферисао је одбору постојање грба из Фугера и грба из времена аустријске управе. Он се супротставио Станојевићевој „борби против историзма” истичући да се „борба против историзма не може проводити у питање грба, будући да се у појму грба крије и појам историзма” и заузео се за поштовање хералдике и историје и уношење елемената старих београдских грбова у нови грб.
|  |  |  |  |

#### Конкурс
Коначно, одбор је утврдио дефинитивни став о садржају новог грба:
Приликом израде коначног става, чланови одбора се нису освртали на историјске београдске грбове због, у њиховим очима, своје „политичке неподобности”. Према ставу одбора они су превасходно били грбови туђинских завојевача Београда, који су тим путем хтели у првом реду да утврде своју власт на градом. Прихваћен је предлог професора Бранка Поповића да се, уз приложену скицу грба коју је израдио Ђорђе Чарапић, распише јавни конкурс за грб на основу горе изнетих дефинисаних критеријума, а одбор се трансформисао у жири, у који су ушли председник општине Милан Нешић, Станоје Станојевић, Богдан Поповић, Бранко Поповић, Урош Предић, Бета Вукановић и Живојин Лукић.
На јавни конкурс, који је расписан 30. септембра, стигло је педесет шест радова. По одлуци жирија, прву награду од 5000 динара је заслужила скица под шифром „Црвена тројка”, рад академског сликара Ђорђа Андрејевића Куна. Другу награду од 3000 динара је освојила скица под шифром „Урби Ренасценти — Сигнум Ренатум”, рад Вере Бојничић-Замоле из Загреба, иначе кћерке познатог хрватског историчара Ивана Бојничића Книнског, док је треће место и похвалу освојила скица под шифром „Етерно” сликара Димитрија Мордвинова. Кунов предлог није прихваћен као дефинитивно решење, већ је жири аутору дао упутства како да прилагоди свој рад идеји са којом је конкурс и расписан. Тако су додате „куле мотриље”, капија је пробијена пољем штита, а тврђава је подигнута на ескапирано тло, чиме је наглашена силуета Београдског гребена. Овако прерађено решење је 10. децембра 1931. усвојио одбор београдске општине, а грб је решењем Министра унутрашњих дела потврђен 15. децембра исте године и формално као грб града Београда. (сл. 39)
Што се тиче правне „заштите” и дефинисања употребе самог грба, она је пак и након дефинитивног утврђивања грба изостала, тако да се негде у различитим приликама наставило са локалном праксом кориштења државног грба.
Иначе је након стварања грба, у наредном периоду полако почела и његова уметничка употреба и обрада, па се тако овај грб у различитим уметничким облицима почео појављивати као декор на грађевинама насталим у међуратном раздобљу. (сл. 41 и 42)

### Социјалистичка Југославија
Положај и тематизација хералдичког обележја Београда у периоду након Другог светског рата, пресудно је био одређен целокупном новонасталом ситуацијом у односу према самој хералдици уопште која је наступила. Победа комуниста и њихово преузимање власти у Источној и Југоисточној Европи, уз пратеће друштвене ломове које је са собом носило, означило је промену парадигме и на овом пољу — у изразито негативном правцу. Перципирана као део нежељене националне прошлости, сећања и традиције са којом је требало радикално раскинути, хералдику се „гвозденом метлом” почистило из световног имагинарија који је претходно заузимала. Случај и збивања око грба Београда су у том смислу били веома карактеристични за однос према целокупној српској муниципалној хералдици.
Грб престонице је избегао чистку симбола, пре свега захваљујући победнику конкурса из 1931. године. Према њему је нова власт гајила поверење и уважавање, те је захваљујући овим околностима грб избегао судбину времена у коме је настао. Но грб није могао да избегне „идеолошко оплемењавање” великом црвеном звездом петокраком. (сл. 43) Додавање петокраке није било уређено никаквом одлуком или уредбом, него је једноставно сваки амблем морао да добије своју црвену звезду петокраку. У случају Београда црвена петокрака није била унета у штит, него изнад штита, чиме није била интегрални део градског грба, нити је градски грб постао интегрални део звезде. Грб и звезда су опстојавали игноришући једно друго.
У формалном погледу, грб је престао да буде грб и „покрштен” је у амблем. Према Ацовићу оваква промена је била производ више узајамно искључујућих разлога: 
1. термин грб је подсећао на омрзнуту прошлост — ону од пре 7. јула 1941;
2. једино је држава поседовала грб, чиме се употреба истог термина на нижим нивоима власти могла схватити као постојање претензије ка аутономији у односу на централну државну власт;
3. „амблем” је била реч без педигреа, те је давала могућност опортунистичког тумачења и употребе — „онако како политички тренутак и општа друштвена ситуација захтевају”.[108]

Тако се у члану 111. првог послератног Статута Народног одбора града Београда од 29. марта 1954. године каже само да: „град Београд има свој градски амблем, који својим решењем потврђују Народни одбор града”. За овај статут се не зна да ли је икада ступио на снагу, јер већ од следеће године (26. августа 1955) ступа нови статут среза Београда на снагу, у којем више нема помена ни грба ни амблема. Но, када се 5. фебруара 1960. појавила службена верзија „пречишћеног текста” овог Статута, у члану 9, став 2 се наводи: „Београд има свој грб чији се облик утврђује посебном одлуком”. Но, ни ово стање није потрајало дуго, јер је већ 27. маја исте године Статут промењен и из њега је избачен сваки помен градског грба.

Прекретница у тематизацији београдског грба се догодила 1964. године када је донесен нови статут града. У члану 9 овог статута се даје његов опис, али врло нејасним речником, недоречено и неразумљиво:
Уз доста креативности, воље и претходног знања може се разабрати да је аутор описа настојао да дефинише изглед београдског грба, али у једној необичној, хибридној верзији, чије настајање ни до данас није до краја разјашњено. (сл. 44)
Та верзија се у јавности појавила 1960. године и према сведочењу београдског академског сликара и графичара Ивка Милојевића, настала је као плод Кунове жеље да осавремени своје решење из 1931. године. Милојевић је тада као студент Академије примењених уметности, чији је Кун тада био ректор, спровео ово у дело по његовим инструкцијама. Са овом верзијом приче је током дебата о београдском грбу почетком 90-их година, полемисала и оповргавала Кунова кћерка Мира Кун. 
Било како било, ново решење које је више дизајнерско него хералдичко, је ушло у употребу, а поменутим статутом је касније (како-тако) дефинисано и било у употреби до 1991. године. Реакције на решење, највећим делом негативне по оцени, су биле усамљене, ретке и углавном потпуно несхваћене и игнорисане.
Излазак нове верзије грба поменуте године је довођено у везу са планираним одржавањем Прве конференције несврстаних земаља у Београду наредне године. Тако се нови грб града нашао на обелиску који је саграђен за ову прилику смештеног поред Бранковог моста. (сл. 45 и 46)

### Демократске промене и данашњица
Постепеном либерализацијом штампе и јавне речи крајем 80-их година 20. века покренута су многа питања о којима се до тада, што инерцијом, што директном политичком забраном, у широј јавности није расправљало. Тако је на ред дошло и питање државне и муниципалне хералдике, а тиме и питање београдског грба. Током 1989. године се на страницама „Политике” повела расправа о аутентичном грбу града те очигледној конфузији паралелне употребе два грба. Расправу је отворио историчар-документариста Зоран Милер, а убрзо су се укључили и бројна друга имена, укључујући и кћерку аутора грба Миру Кун. Линија сучељавања је ишла између поборника аутентичне верзије из 1931. и поборника нове верзије из 1960- године, при чему је чешћи глас у јавности био на страни верзије из 1931.
У дебату се укључио и угледни професор Милош Ћирић, који је био става да ни један од два грба Београда у употреби не задовољава све захтеве хералдике, те да коначну одлуку не би требало доносити на брзину, већ да би уз ангажовање стручњака требало доћи до грба који би испунио све захтеве хералдике. У том смислу, Ћирић је годину дана касније изашао у јавност са властита два предлога за рекомпоновањем градског грба. Први предлог је био редизајн грба из 1960, а други сасвим ново Ћирићево решење. (сл. 47 и 48) Такође је, позивајући се на одређену српску и праксу свих великих европских градова, указао на потребу да и Београд добије свој велики (потпуни) грб. Према његовом предлогу овај грб би изнад штита имао бедемску круну, са стране ловорову, храстову или обе гране у облику полувенца са лентом и значајнијим годинама из историје града (878, 1284, 1403, 1806, 1867, 1918...;које би се комисијски одредиле), а у доњем делу четири одликовања Београда.
Да је расправа загрејала јавност видело се и на трибини која је одржана 24. маја 1990. у градској библиотеци, на којој је постављено питање да ли Београд има грб, који је то грб, и о чијем се делу ради. На трибини се и јасно испољила преференција јавности за грб из 1931. као јединог аутентичног и важећег, те је упућена оштра критика Скупштини града што га запоставља.
Коначно, захваљујући овој расправи и притиску јавности, а припремајући нови Статут града, Секретаријат за информисање, међуградску сарадњу и протокол Скупштине града је почетком 1991. године организовао разговор на тему грба Београда. Разговор је одржан 8. фебруара 1991, уз изразито репрезентативан избор саговорника. Након исцрпне расправе, готово једногласно је предложено да се новим Статутом града Кунов грб из 1931. године утврди као званичан грб града. Одлучено је и да се формира Радна група — у саставу: Мира Кун, Бранко Миљуш, Драгомир Ацовић и Томислав Лакушић, — чији је задатак био да изврши хералдичке и графичке корекције овог грба, изради његов блазон (вербални хералдички опис), предложи градску заставу и размотри и предложи проблематику употребе и заштите градског грба, те и решење у вези са другим проблемима око симбола града који би могли да се појаве. За вођење стручних послова око реализације наведених закључака задужен је био Секретаријат за информисање, међуградску сарадњу и протокол Скупштине града.

#### Радна група
Група је свој рад брзо окончала у марту 1991. године. и предложила Скупштини града извесне интервенције на Куновом решењу из 1931, које су и прихваћене. (сл. 49) Измене су се састојале у следећем:
- додат је још један ред весала, тј. постојећи број весала је прерасподељен у три реда — како би брод одговарао оном из описа (трирема — три реда весала), уместо дотадашње лађе која је била приказана на грбу са два реда весала (бирема)[110][116]; Овим је и испоштовано хералдичко правило да је опис (блазон) старији од цртежа;[139]
- уклоњене су „стрипоидне” црте и сенке са једара;[116]

Иначе је током расправе и потоњег рада Групе, поред форме Куновог штита, овај мотив триреме трпео највеће критике: осим због недостатка реда весала као дистинктивног мотива у односу на друге типове бродова, замерано је и на недефинисаности хералдичког метала или тинктуре овог мотива, те критици да као такав не личи на античке речне бродове.
- померен је темени камен архиволте капије у складу са архитектонском логиком[110][116] — јер је задирање теменог камена архиволте градске капије у мерлоне круништа на верзији грба из 1931. логички и архитектонски немогуће;[140]
- куле мотриље су диференциране у односу на остали део бедема[110][116] — чиме су задовољене архитектонско-грађевинске норме цртања, јер технички посматрано, како су биле нацртане на Куновој верзији, нису имале ослонце, тј. „висиле су у ваздуху”.[139]

Иницијатива за измену стандардног облика штита није прихваћена. Иако је током претходне расправе и потоњег рада Групе оцењен као естетски недостатан и историјски и хералдички неоправдан, задржавање овог облика штита је учињено као знак пажње према успомени аутора Ђорђа Андрејевића Куна.
Пошто су изнад споменуте измене прихваћене, нову верзију грба са еталоном израдио је Драгомир Ацовић.
Но, најважнији део предлога Групе (које је ова прихватила на предлог Српског хералдичког друштва) — а то су били увођење Средњег (службеног) и Великог (свечаног) грба, као и стега (заставе), еталона, те формирање градске хералдичке комисије која би се старала о коришћењу и заштити градских симбола, надлежни градски органи нису уважили. Предлог Средњег грба је био заснован на Основном грбу, допуњеном златном бедемском круном, која у европској хералдици означава да се ради о грбу територије. Предлог Великог грба је био заснован на Средњем грбу допуњеном фигурама деспота Стефана Лазаревића и Карађорђа Петовића као држачима, гранама храста и ловора као постаментом и одличјима које је Београд током своје бурне историје примио — Карађорђева звезда са мачевима, Легија части, чехословачки Ратни крст и Орден народног хероја. (сл. 50) Кад је о застави реч, предлог је био да се усвоји хералдички стег квадратног облика, на коме би се поновио мотив са штита грба. До израде новог еталона грба и пројекта заставе (стега) дошло је тек пет, односно шест година касније.

#### Одлука о употреби; Средњи и Велики грб
На Одлуку о употреби грба и заставе града Београда чекало се доста дуго. На први предлог текста „Одлуке о употреби грба” који је сачињен септембра 1993. године, Српско хералдичко друштво ставило је озбиљне примедбе исте јесени. Коначна верзија Одлуке ступила је на снагу новембра 1995. године. Усвајање Одлуке тада, укључив и Правилника о утврђивању еталона (изворника), била је кључна правна „степеница” у адекватној примени и заштити грба.
Две године од усвајања Одлуке, у поступак је ушао и предлог о увођењу средњег и великог грба. Инертност у погледу усвајања виших употребних нивоа градског грба била је последица два разлога: први је био неразумевање њихове сврхе, док је други, важнији, било — погрешно — фиксирано схватање да три нивоа једног грба, у ствари значи да постоје три различита грба. Но оно што на градском нивоу није било прихваћено, на нивоу градских општина јесте. Почетком од 1993. године велики број централних градских општина је почео да усваја начело вишестепене употребе муниципалног грба. Тако се догодила необична ситуација да су градске општине биле квалитетније хералдички представљене од самог Града. Отварање градских општина за вишестепени грб је напослетку и узроковало постепену промену става и отварање градског нивоа за вишестепено градско знамење. Тако су 13. јула 2003. године усвајањем „Одлуке о употреби грба и заставе града Београда” усвојени и средњи и велики грб града.

##### Одликовања Београда
Отварање питања хералдичког приказивања одликовања која су током историје додељивана Београду први пут је покренута током расправа о градском грбу 1990—1991. године. Милош Ћирић је тада јавно изашао са својим предлогом великог грба који је требало да садржи четири београдска одликовања, а на овом трагу је била и Радна група чији предлог за велики грб Београда који би садржао одликовања није никад озбиљније разматран. (сл 50) Овакво стање се одржало све до 1997. године када Скупштина града Београда потписује уговор са Српским хералдичким друштвом у циљу израде средњег и великог грба града. На свим предлозима које је Друштво понудило Скупштини, како и за један тако и други степен грба, су били садржани прикази одликовања у аверсу са тракама са доње стране штита. Приликом израде предлога хералдичари из СХД су се највише освртали на француску и чехословачку хералдичку праксу приказивања одликовања, имајући у виду композицију одликовања којима је град почаствован, али и фактом да југословенска пракса није постојала нити је приказивање градских одличја било регулисано било каквом правном одлуком од формалног увођења градског грба 1931. године.
Док на нивоу средњег грба предлог са одликовањима није усвојен (сл. 51), на нивоу великог грба јесте. Тако је предлог грба са двоглавим орлом као држачем штита и одличјем 2003. године усвојен као званични Велики грб Београда. (сл. 52)
Што се самих одликовања и њихове историје тиче, како је већ напоменуто, Београд је током своје историје одликован четири пута, што га чини најодликованијим градом у српској историји, а по броју и квалитету одликовања која су му додељена, једним од репрезентативних примера колективних носилаца одликовања уопште. Хронолошким редоследом Београд је одликован следећим одликовањима:
- Орден Легије части — прво београдско одликовање које је граду доделио француски председник Александар Милеран 28. децембра 1920. године у Паризу. (сл. 53 и 54) У Декрету који је потписао наведеног датума, као мотив доделе наводи се следеће (превод):| „ | Једној од првих и највећих жртава Великог рата, чије становништво, упркос бомбардовања и непријатељске окупације, непрестано давало доказе неуморног херојства, било велики симбол одбране, а затим победа херојске нације, која је одлучила да не пропадне. | ” | До тада је осим Београда само Лијеж био једини нефранцуски град одликован Легијом части. Њима се придружио град Луксембург пар деценија касније, који је одликован за заслуге у Другом светском рату. Пошто је 1962. године изменом Статута Ордена укинута могућност колективних одликовања, само наведена три нефранцуска града су носиоци овог престижног ордена, заједно уз 64 града у Француској. Само уручење Ордена извршено је у Београду, а француски председник је био заступљен преко маршала Франше д' Епереа, који је том приликом произведен у почасног војводу Краљевине Срба, Хрвата и Словенаца.[151]
- Чехословачки Ратни крст — је друго одликовање које је додељено Београду. (сл. 55) Преведени текст одлуке о додели овог одликовања гласи:| „ | Република Чехословачка. Влада Републике Чехословачке, према решењу од 7. октобра 1918, решењу Министарства рата Републике Чехословачке од 8. октобра 1918, а према предлогу од 28. септембра 1925. додељује чехословачки Ратни крст главном граду Краљевине Срба, Хрвата и Словенаца Београду у знак признања јуначке одбране града против заједничког непријатеља у Светском рату 1914/1918. / У Прагу, 28. септембра 1925. | ” | Одликовање је Београду уручено пред Видовдан, 27. јуна 1926. године у Народној скупштини. Осим Београда, овим највишим чехословачким војним одликовањем за период Првог светског рата, су исте године одликовани још Шабац и Крагујевац.[152] (сл. 56)
- Орден Карађорђеве звезде са мачевима 4. степена — је треће по реду додељених београдских одликовања, али први по значају (како историјском тако и сентименталном). (сл. 57) Непосредан повод за, доста закаснелу доделу одликовања Престоници, је била јубиларна, двадесетпета, годишњица од почетка Првог светског рата. Свечана инвеститура главног града Ордену је одржана за градску славу Спасовдан, маја 1939. године, у дворани Градског већа у Узун-Мирковој улици. Након што је Патријарх Гаврило обавио славски обред, изасланик Краља генерал и тада Министар војске и морнарице Милутин Недић је одржао пригодан говор[у] након којег је предао Орден градоначелнику Влади Илићу. Овај се захвалио говором[ф] након којег је Председник удружења одликованих Златном и Сребрном медаљом за храброст, пензионисани пуковник Антић, обавестио присутне да је Удружење изабрало Београд за свог првог почасног члана. Свечаност је окончана појањем „Тебе Бога хвалимо“. Београд, Шабац и Мачвански Прњавор су остала једина места одликована Карађорђевом звездом са мачевима[х] све до 1942. године када је Влада у избеглиштву покушала да изванредним гестом комеморише велики злочин који се догодио у Шумарицама годину дана раније. Тако је Краљевим Указом од 22. октобра 1942. године[ц] и Крагујевац одликован Орденом Карађорђеве звезде са мачевима 1. степена.[156] (сл.58)
- Орден народног хероја — је четврто и последње одликовање које је додељено Београду. (сл. 59) Непосредни повод за доделу Ордена је била јубиларна тридесета годишњица од ослобођења града у Другом светском рату. Свечана прослава ослобођења, као и додела одликовања, организована је у Хали „Пионир”. Приликом предаје одликовања председник Тито је одржао говор[ч] а потом Орден предао Живораду Ковачевићу, председнику Скупштине града Београда.[157][159]

Указ о додели, који је донет 20. октобра 1974. године гласи:
| „ | Председник Социјалистичке Федеративне Републике Југославије / На основу члана 337. Устава Социјалистичке Федеративне Републике Југославије и члана 2. Закона о одликовањима Социјалистичке Федеративне Републике Југославије одлучује да се / за јуначке отпоре страним завојевачима и неуништиви слободарски дух, за херојска дела и безбројне жртве у народноослободилачкој борби и за истакнути допринос револуционарном социјалистичком преображају Југославије / одликује / Орденом народног хероја / Град Београд / Бр. 136. / 20. октобра 1974. године / Београд / Председник Републике / Јосип Броз Тито, с.р. | ” |

Овим одликовањем Београд је стекао почасно звање Града хероја, као трећи град по реду (након Љубљане којој је Орден додељен 1970. године и Дрвара који је одликован 21. маја 1974). Цетиње, Загреб, Прилеп, Приштина и Нови Сад су Орден и звање стекли годину дана касније. Овим је и дефинитивно остварен принцип да у свакој републици и покрајини мора да постоји град херој, што је релативизовало и сам смисао доделе овог одликовања имајући у виду велике појединачне разлике у доприносу ратној победи и страдању градова којима је Орден додељен.
|  |  |  |  |

## Грбови београдских општина
Хералдичка историја општина града Београда почиње у раздобљу између два светска рата, када долази до бројчаног повећања становништва и територијалног ширења града. Инкорпорисањем Земуна и Панчева 1928. године у састав Београда, насеља са властитим историјским идентитетом и хералдичком традицијом, постају београдске општине. Од делова Београда на десној обали Саве и Дунава само поједина насеља имају историјске печате са протохералдичким мотивима (као што је случај са печатом Гроцке која је још 1735. година имала печат са фигуром Арханђела Михајла). Ова евидентна дискрепанција осталих београдских општина без свог грба и са друге стране Земуна и Панчева који су га имали, изгледа да никоме није сметала нити је било покушаја да се овим двема општинама ускрати коришћење својих историјских знамења. Овакво стање је опстало све до 60-их година 20. века када је Панчево издвојено из састава Београда, и када остале београдске општине почињу да усвајају своје званичне симболе.
Крајем 60-их година, угледајући се на постојећу праксу самосталних општина у централној Србији, београдске општине усвајају нехералдичке симболичне композиције које су по правилу називане „амблемима“. Формално-правна подлога за доношење ових симбола је најчешће била статутарна одредба да „Општина има свој амблем“. Заједнички именитељ свих ових обележја је да је реч о ахисторичним композицијама, оптерећених идеолошким садржајем и третираним као чисто ликовни, а касније дизајнерски проблем. Пошто су смишљани са идејом за персоналну употребу — као значка на реверу или плакета за доделу заслужним појединцима и колективима, последица овог приступа је био медаљарски приступ садржају и ликовном карактеру, који се пре свега огледао у наглашеној употреби металних линија за раздвајање суседних поља на композицији.
Време у којем су настали и садржај који су у себи носили, је доста говорио и о идеолошком тренутку. Тако се амблем Врачара, који спада међу најстарије, сврстава у идеолошку и естетску „левицу“, каснији амблеми Чукарице и Звездаре су били идеолошки неутрални, док су амблеми Савског венца и Старог града били нека врста амблематске „деснице“. Главни проблем у концепцији ових амблема је у суштини била њихова ефемерност. Пошто нису били замишљени да надиђу ликовни и графички тренутак у којем су настали, убрзо су се стопили са већином других комерцијалних логотипа, постали анахрони и у конфликту са духом који их је креирао.
Ренесансни период хералдике београдских општина уследио је након пада комунизма и започео 1993. године када је општина Стари град као прва усвојила ново хералдичко знамење, иначе најстарији познати београдски грб. Њен пример су потом следиле и општине Врачар, Савски венац, Вождовац и Звездара, а неколико година касније и Чукарица и Раковица. Свака од наведених општина се при изради својих грбова водила Начелима Српског хералдичког друштва о територијалној и корпоративној хералдици. Тако су до 2006. године готово све београдске општине усвојиле или обновиле територијалне грбове у складу са Начелима СХД, осим Сопота и Гроцке које су потпуно изван Начела СХД и Земуна који је изван њих делимично. (сл. 70 до 86)
Иначе, усвајање нових знамења београдских општина није увек ишло линеарно, без проблема. Као и у многим другим областима, усвајање општинских грбова је било предмет међустраначких спорова. У случају београдске општине Звездара је на пример био покренут и судски поступак, а у неким општинама, као што је Вождовац, је промена општинске власти била означила и повремено укидање и суспендовање општинског грба. Оваква праска у српској муниципалној хералдици је била, и поред наглашавања ванидеолошког и трансвременског садржаја грбова, везана за феномен транзиције и повратка дуго искорењиваној и одбаченој традицији. Тако се овај повратак доживљавао као судбоносно одмеравање снага између политичких опција које свој легитимитет црпе у континуитету са једне и оних који свој легитимитет црпе у прекиду сваког континуитета и револуционарних тековина са друге стране.
Употреба и заштита грбова београдских општина је уређена статутима ових општина и различитим посебним одлукама за употребу које су доносиле након усвајања својих знамења. (преглед види испод).

## Галерија

### Прва представа грба (1)
- 6. Грб Београда у Фугерском огледалу части из 1555. године (поглавље »Friedrich Weyssenburg«). Грб је приказан у горњем десном углу приказа Београда.[24]
- 8. Грб Београда заједно са другим грбовима на штампаном издању Фугерског огледала части из 1668. године (први здесна у доњем реду).[22]
- 10. Грб Београда са осталим грбовима на табели #303 Валвазоровог кодекса.[27] Грб је први слева у трећем реду, док је сличан му грб Будима први здесна у првом реду;
(Офен/Ofen је историјски назив за град Будим).
- 12. Аустријска гравира Београда из XVIII века. Грб Београда је смештен у горњем десном углу окружен ратним трофејима — турским оружјем — и натписом на траци: „Wappen der Vest Belgrad“.[26]
- 14. Грб Београда са другим грбовима на табели #2 тома Новог Зибмахеровог грбовника посвећеног градским грбовима. из 1885. године. Грб је трећи здесна у трећем реду табеле.[34]
- 15. Средњи грб београдске општине Стари град. Територија ове општине управо обухвата ону територију на коју се односио појам „Београд” у време кад је настајао овај стари београдски грб, који је 1993. понела ова општина.[31]

### Аустријска управа (2)
- 17. Опис печата са грбом Београда из 1721. године, из периода аустријске владавине градом.[164][33]
- 19. Одбијени предлог за грб Београда из 1724. године за време аустријске окупације града.[165][33]

### Кнежевина и Краљевина Србија (3)
- 22. Одредница »Belgrad« са текстом и фиктивним грбом у немачкој Брокхаусовој енциклопедији из 1893. године, прво издање у којој се појавио овај грб.[166]
- 23. Одредница »Belgrade« са текстом и измишљеним грбом Београда у француској Ларусовој енциклопедији из 1922. године
- 24. Фиктивни грб Београда познатог хералдичара Робера Луја у Великом Ларусу из 1960. године. Пошто је штампан у овако важној и реномираној енциклопедији, иако измишљен, свакако је имао одјека како у иностранству, тако и у Југославији.[167][54]
- 25. Грб града Столног Београда. Према Ћирићу и Ацовићу грб Београда из Брокхаусове енциклопедије је настао као конфузија у интерпретацији имена овог мађарског града и српске престонице.[37]
- 26. Грб Београда из Брокхауса. Полазећи од његове историјске аутентичности и описујући овај грб Лујо Бакотић, у свом раду из 1927, наводи:| „ | Грб представља улазна врата и куле града и звонару, вероватно, цркве Ружице. Куле и звонара су беле, кров звонаре црвен, испод кула је поље зелено, а оне су у плавом пољу.[47] | ” |

### Краљевина Југославија — нов грб града (4)
- 33. Осим основних елемената (двеју река, белог града и куле), поједине скице садрже и државни грб — симбол ослобођења, орла из кога зраче светли зраци — симбола светлости и духовне снаге Престонице, трирему — симбола старине Београда, торњеве са српском и турском заставом, важније године из историје града итд.[38][77]
- 34.
- 35.
- 36.
- 40. „Стари“ и „нови“ грб Београда у илустрованом албуму мултинационалне компаније »Kaffee Handelsgesellschaft AG (Kaffee HAG/KAVA HAG)« из Бремена, 1932. година. Аутори овог издања које је посвећено Југославији су били Емилиј Лашовски — управник Државног архива у Загребу, историчар Рудолф Хорват и сликарка Вера Бојничић Замола.[168][62][џ]
- 41. Грб Београда на подзиди прилаза Бранковом мосту, некадашњем мосту Краља Александра (београдска страна), пројекат архитекте Николаја Краснова, међуратно раздобље. Грб Београда је осмишљен као декорација моста — два грба града на подзиди са београдске стране.[169]
- 42. Други грб Београда на Бранковом мосту, десна подзида/стуб (гледано ка Новом Београду). 
Облик штита, у односу на усвојени нови грб града, је престилизован и враћен у изворни барок како би се боље везао за нове украсе на мосту; тврђава на грбу је повећана, земља и реке претворене у море, број весала смањен од девет на четири, а пропорције штита су кориговане у односу на грб града, тако да тачно стоје у омеру 2/5 и 3/5. Према оцени професора Милоша Ћирића ови грбови су успешне реализације.[170]

### Социјалистичка Југославија (5)
- 45. Обелиск је подигнут у спомен прве конференције Покрета несврстаних земаља 1961. у Београду. У позадини се виде Бранков мост, река Сава и Нови Београд.
- 46. Нови грб Београда из 1960. на обелиску. Многи су тек септембра 1961. приметили, управо по грбу на овом знамењу, да је настала нова верзија грба града. Грб је рађен у металу, са обе стране обелиска, тачних пропорција целине и детаља грба, али је решење остало само у спољњој контури сваке фигуре; грб има само једну реку која је детаљно приказана.[171]

### Демократске промене и данашњица (6)
- 54. Спомен-табла у Скупштини града Београда, сведочанство додели Ордена Легије части граду. Табла је подигнута 14. јула 1989. године, у част двестоте годишњице Француске револуције.
- 56. Чехословачки Ратни крст на Великом грбу Шапца. Орден је са (хералдички) леве стране од Ордена Карађорђеве звезде са мачевима 4. степена који је у средини, у дну штита.
- 58. Велики грб Крагујевца — Орден Карађорђеве звезде са мачевима 1. степена који је додељен граду је приказан на врху композиције, изнад бедемске круне.
- 61. Основни грб Београда на трамвају ГСП-а
- 62. Основни грб Београда на реплици траке о којој се носи Орден народног хероја, продукована као промо материјал за војну параду поводом 70. годишњице од Ослобођења Београда у Другом светском рату, а додељивана посматрачима параде.
- 64. Средњи грб Београда на улазним вратима у зграду Градске управе града Београда
- 65. Грб Универзитета у Београду.

### Грбови београдских општина (7)
- 70. Велики грб градске општине Барајево
- 71. Велики грб градске општине Вождовац
- 72. Велики грб градске општине Врачар
- 73. Грб градске општине Гроцка
- 74. Велики грб градске општине Звездара
- 75. Грб градске општине Земун
- 76. Велики грб градске општине Лазаревац
- 77. Велики грб градске општине Младеновац
- 78. Велики грб градске општине Нови Београд
- 79. Велики грб градске општине Обреновац
- 80. Велики грб градске општине Палилула
- 81. Велики грб градске општине Раковица
- 82. Велики грб градске општине Савски венац
- 83. Грб градске општине Сопот
- 84. Велики грб градске општине Стари град
- 85. Велики грб градске општине Сурчин
- 86. Велики грб градске општине Чукарица

### Књиге, поглавља, каталози и зборници
- Ацовић, Драгомир М. (1996). „Казивање о грбу”. у Прича о Београду / [аутор пројекта и ликовне опреме Стеван Огњеновић и група аутора ; уредник Мерима Ранковић]. Београд: Југословенска књига : Еко плус, (Беочин : Ефект). ISBN 86-7411-026-6.  48966156
- Ацовић, Драгомир М. (2008). Хералдика и Срби. Београд: Завод за уџбенике. ISBN 978-86-17-15093-6.  152135692
- Бакотић, Лујо (1927). „Грб града Београда”.  у  Београд у прошлости и садашњости : поводом 500-годишњице смрти деспота Стевана : (1389—1427); Библиотека "Савремене општине" ; бр. 12. Београд: Штампарија „Туцовић“. стр. 70—71. Архивирано из оригинала 14. 12. 2017. г. Приступљено 01. 07. 2015.  132583175
- Београд у прошлости и садашњости : поводом 500-годишњице смрти деспота Стевана : (1389—1427); Библиотека "Савремене општине" ; бр. 12. Београд: [б. и.], (Београд : "Туцовић"). 1927. Архивирано из оригинала 14. 12. 2017. г. Приступљено 01. 07. 2015.  132583175
- Вујошевић, Убавка (1977). Тито у Београду 1926—1944. Београд: Музеј града Београда : Југословенска књига : Глас, (Београд : Глас).  50415879
- Ђорђевић, Милош (2013). Краљевство Србија (1720—1739) : докторска дисертација. Ниш: [М. Ђорђевић], ([б. м. : б. и.]).  533524886
- Ђурђулов, Бранко; Перић, Олга (1967). Београд у деветнаестом веку : из пера страних писаца. Београд: Библиотека града Београда.  77944327
- Ивић, Алекса (1910). Стари српски печати и грбови : прилог српској сфрагистици и хералдици; Књиге Матице српске ; ǂбр. ǂ40. Нови Сад: Матица српска, (Нови Сад : "Натошевић").  6447879
- Илић Агапова, Марија (1933). Илустрована историја Београда (PDF). Београд: Библиотека општине града Београда, (Београд : Државна штампарија Краљевине Југославије). Архивирано из оригинала (PDF) 01. 11. 2019. г. Приступљено 01. 11. 2019.  142550023
- Илић Агапова, Марија (2002). Илустрована историја Београда. Београд: Дерета : Библиотека града Београда, (Београд : Дерета). ISBN 86-7346-243-6.  183357703
- Јовановић Чешка, Тијана (2018). Ђорђе Ј. Чарапић - Георг J. Фусек : живот и дело : 1876-1941. Београд: Историјски музеј Србије, (Београд : Типографик плус). ISBN 978-86-82925-95-8.  272312588
- Jokić, Gojko (1986). Jugoslavija : Spomenici revolucije : turistički vodič (PDF). Beograd: Turistička štampa, (Beograd : BIGZ).  11699719
- Ковачевић, Неда (2019). Београдски споменарник. Књ. 3, Фасадна скулптура у Београду. Том 1. Београд: Н. Ковачевић, (Ваљево : Топаловић). ISBN 978-86-919895-2-1.  279864076
- Палавестра, Александар (2010). Илирски грбовници и други хералдички радови. Београд: Завод за уџбенике : Досије студио, (Београд : Досије студио). ISBN 978-86-17-17266-2.  178966796
- Пауновић, Маринко (1968). Београд : вечити град. Београд: Народни универзитет "Светозар Марковић", (Београд : Београдски графички завод).  155770375
- Перић, Марко (2019). Грбови Београда и београдских општина (PDF). Београд: Историјски архив Београда, (Београд : Зламен). ISBN 978-86-80481-50-0.  281650700
- Поповић, Марко (1997). Хералдички симболи на београдским јавним здањима. Београд: БМГ, (Београд : БМГ). ISBN 86-7330-026-6.  129791495
- Popović, Milan; Jovanović, Miloš (1979). Državni amblemi i druge javne oznake u SFRJ. Beograd: Privredni pregled.  106579724
- Прича о Београду / [аутор пројекта и ликовне опреме Стеван Огњеновић и група аутора ; уредник Мерима Ранковић]. Београд: Југословенска књига : Еко плус, (Беочин : Ефект). 1996. ISBN 86-7411-026-6.  48966156
- Стојадиновић, Милослав (1927). „Још једна реч о грбу Београда”. у Београд у прошлости и садашњости : поводом 500-годишњице смрти деспота Стевана : (1389—1427); Библиотека "Савремене општине" ; бр. 12. Београд: Штампарија „Туцовић“. стр. 71—73. Архивирано из оригинала 14. 12. 2017. г. Приступљено 01. 07. 2015.  132583175
- Томић, Владимир (2012). Брег за размишљање: Београд на гравирама од XVI до XIX века. Београд: Музеј града Београда, (Београд : ДМД). ISBN 978-86-80619-81-1.  193487884
- Ćirić, Miloš (1988). Heraldika /1, Grb: ilustrovani osnovni pojmovi. Beograd: Univerzitet umetnosti.  32727303
- Ћирић, Милош (1991). Грб града Београда — хералдика 2. Београд: Цицеро, (Београд : Цицеро).  1679628

#### Грбовници
- Fugger, Jakob (1555). Ehrenspiegel des Hauses Österreich (Buch I — VI) (на језику: немачки). Augsburg.
- Ehrenspiegel des Hauses Österreich (Buch VII) (на језику: немачки). Augsburg. 1559.
- Fugger, Johann Jakob; Birken, Sigmund von (1668). Spiegel der Ehren des höchstlöblichen Kayser- und Königlichen Erzhauses Oesterreich (на језику: немачки). Nürnberg: Endter.
- von Valvasor, Johann Weichard (1687/1688). Opus Insignium Armorumque... (на језику: латински). Архивирано из оригинала 04. 03. 2016. г. Приступљено 26. 03. 2017.
- von Hefner, O. T.; Gautsch, N.; Clericus, I. (1885). J. Siebmacher's großes und allgemeines Wappenbuch: in einer neuen, vollständig geordneten u. reich verm. Aufl. mit heraldischen und historisch-genealogischen Erläuterungen (Band 1,4,1): Städtewappen (на језику: немачки). Nürnberg.
- Grbovi Jugoslavije / [priredio Emilij Laszowski] (PDF). Zagreb: Kava Hag D.D. 1932. Архивирано из оригинала (PDF) 21. 3. 2017. г. Приступљено 21. 3. 2017.  116506375

### Часописи
- Ацовић, Драгомир М. (1997). „Одликовања града Београда” (PDF). Годишњак Музеја града Београда. Београд: Музеј града Београда. XLIV: 285—307. ISSN 0436-1105. Архивирано из оригинала (PDF) 25. 04. 2020. г. Приступљено 29. 06. 2016.  5656322
- Acović, Dragomir M. (1997). „Neki novi podaci o konkursu za grb Beograda”. Glasnik Srpskog heraldičkog društva. Srpsko heraldičko društvo. I (4): 1—3.
- Ацовић, Драгомир М. (1999). „Средњи и велики грб Београда”. SHD Gazette. Srpsko heraldičko društvo. III (3).
- Acović, Dragomir M. (2000). „Red zmaja” (PDF). SHD Gazette. Srpsko heraldičko društvo. 4 (12): 1—9.
- Бирташевић, Марија (1954). „О грбовима града Београда” (PDF). Годишњак Музеја града Београда. Београд: Музеј града Београда. I: 151—158. ISSN 0436-1105.  5656322. Архивирано (PDF) из оригинала 17. 2. 2024. г.

- Дабижић, Миодраг А. (1973). „Библиотека и Музеј града Београда од 1929—1941 : са посебним освртом на рад Музеја” (PDF). Годишњак Музеја града Београда. Београд: Музеј града Београда. XX: 451—493. ISSN 0436-1105. Архивирано из оригинала (PDF) 01. 11. 2019. г. Приступљено 02. 11. 2019.  1024684941  5656322
- Драгосавац, Небојша (1996). „Бурна историја београдског грба” (PDF). Годишњак Музеја града Београда. Београд: Музеј града Београда. XLIII: 245—257. ISSN 0436-1105. Архивирано из оригинала (PDF) 20. 09. 2020. г. Приступљено 23. 06. 2015.  5656322
- Дражић, Марко (2009). „Историја грба Београда”. Оцило : Гласник друштва српских грбоносаца “Милош Обилић”. Београд: Друштво српских грбоносаца “Милош Обилић”. I (1): 8—12. ISSN 2560-4422.  240515596
- Поповић, Марко (1993/94). „Грбови на јавним здањима Београда (I део)” (PDF). Годишњак Музеја града Београда. Београд: Музеј града Београда. XL/XLI: 107—121. ISSN 0436-1105. Архивирано из оригинала (PDF) 12. 01. 2021. г. Приступљено 23. 06. 2015.  5656322
- Поповић, Марко (1995). „Грбови на јавним здањима Београда (II део)” (PDF). Годишњак Музеја града Београда. Београд: Музеј града Београда. XLII: 59—77. ISSN 0436-1105. Архивирано из оригинала (PDF) 12. 01. 2021. г. Приступљено 23. 06. 2015.  5656322
- Поповић, Марко (1996). „Грбови на јавним здањима Београда (III део)” (PDF). Годишњак Музеја града Београда. Београд: Музеј града Београда. XLIII: 225—244. ISSN 0436-1105. Архивирано из оригинала (PDF) 25. 11. 2020. г. Приступљено 23. 06. 2015.  5656322
- Stojaković, Slobodanka (1997). „Gospodin Despot Stefan Lazarević (1389 - 1427) - prvi nosilac ordena viteškog reda Zmaja prvog stepena -” (PDF). Dinar : numizmatički časopis. Beograd: Srpsko numizmatičko društvo (5): 29—31. ISSN 1450-5185.  66160140  66160140
- Stojaković, Slobodanka (2003). „Beograd despota Stefana Lazarevića : šest vekova srpske prestonice 1403—2003.” (PDF). Dinar : numizmatički časopis. Beograd: Srpsko numizmatičko društvo (20): 14—18. ISSN 1450-5185.  66160140  66160140
- Стратимировић, Ђорђе (1895). „Њешто о Београду и његовом грбу” (PDF). Гласило Српског археолошког друштва „Старинар”. Београд: Краљевска српска државна штампарија. XII (1, 2, 3 и 4): 103—105. ISSN 0350-0241. Архивирано из оригинала (PDF) 06. 05. 2016. г. Приступљено 04. 02. 2016.  8111874  213175564
- Heimer, Željko (2006). „Socijalistička heraldika?” (PDF). Grb i Zastava : glasnik Hrvatskog grboslovnog i zastavoslovnog društva. Zagreb: Hrvatsko grboslovno i zastavoslovno društvo (0): 14. ISSN 1846-3827.

### Новинe
- Илић Агапова, Марија (1931). „О грбу града Београда” (PDF). Београдске општинске новине : службени орган Општине града Београда. Београд: Београдска општина. XLIX (20): 1330—1336. ISSN 2812-6912. Архивирано из оригинала (PDF) 23. 06. 2015. г. Приступљено 23. 06. 2015.  11759111  28968972
- „Успех конкурса за најбољу скицу грба града Београда”. Београдске општинске новине : службени орган Општине града Београда. Београд: Београдска општина. 50 (1): 70—72. 1932. ISSN 2812-6912.[мртва веза]  11759111  28968972

### Правна регулатива

#### Општа
- „Закон о локалној самоуправи” (PDF). paragraf.rs. Архивирано из оригинала (PDF) 12. 06. 2017. г.

#### Везана за грб града>
- „Статут града Београда” (PDF). Службени лист града Београда 39/08. 17. 10. 2008. стр. 1—21.
- „Одлука о употреби имена, грба и заставе града Београда” (PDF). Службени лист града Београда 37/16. 28. 4. 2016. стр. 1—16.
- „Упутство за употребу грба и заставе града Београда” (PDF). Службени лист града Београда 35/03. 30. 12. 2003. стр. 1441—1450.

#### Везана за грбове градских општина
Барајево
- „Статут градске општине Барајево (пречишћен текст)” (PDF). Службени лист града Београда 30/10. 8. 9. 2010. стр. 18—30.
- „Одлука о грбу и стегу општине и места Барајево” (PDF). Службени лист града Београда 17/04. 4. 8. 2004. стр. 885—886.
- „Одлука о употреби и заштити грба и стега општине и места Барајево” (PDF). Службени лист града Београда 17/04. 4. 8. 2004. стр. 886—889.

Вождовац
- „Статут градске општине Вождовац (пречишћен текст)” (PDF). Службени лист града Београда 36/10. 8. 11. 2010. стр. 13—27.
- „Одлука о употреби грба и заставе (стега) општине Вождовац — пречишћен текст” (PDF). Службени лист града Београда 17/05. 14. 7. 2005. стр. 10—12.

Врачар
- „Статут градске општине Врачар (пречишћен текст)” (PDF). Службени лист града Београда 57/15. 2. 10. 2015. стр. 4—13.
- „Одлука о употреби и заштити грба и заставе (стега) градске општине Врачар” (PDF). Службени лист града Београда 15/15. 25. 3. 2015. стр. 19—21.

Гроцка
- „Статут градске општине Гроцка” (PDF). Службени лист града Београда 42/08. 12. 11. 2008. стр. 8—17.

Звездара
- „Статут градске општине Звездара” (PDF). Службени лист града Београда 43/08. 14. 11. 2008. стр. 1—13.
- „Одлука о грбу и застави градске општине Звездара” (PDF). Службени лист града Београда 11/09. 25. 3. 2009. стр. 3.

Земун
- „Статут градске општине Земун (пречишћен текст)” (PDF). Службени лист града Београда 43/13. 30. 9. 2013. стр. 1—15.

Лазаревац
- „Статут градске општине Лазаревац” (PDF). Службени лист града Београда 43/08. 14. 11. 2008. стр. 49—60.
- „Одлука о грбу и стегу општине и насељеног места Лазаревац” (PDF). Службени лист града Београда 15/03. 2. 6. 2003. стр. 585—586.
- „Одлука о употреби и заштити грба и стега општине и насељеног места Лазаревац” (PDF). Службени лист града Београда 15/03. 2. 6. 2003. стр. 586—588.

Младеновац
- „Статут градске општине Младеновац (пречишћен текст)” (PDF). Службени лист града Београда 40/10. 30. 11. 2010. стр. 5—16.
- „Одлука о употреби и заштити грба и заставе градске општине Младеновац” (PDF). Службени лист града Београда 15/10. 14. 5. 2010. стр. 23—25.

Нови Београд
- „Статут градске општине Нови Београд (пречишћен текст)” (PDF). Службени лист града Београда 3/11. 16. 2. 2011. стр. 7—20.
- „Одлука о употреби и заштити грба и заставе општине Нови Београд” (PDF). Службени лист града Београда 20/03. 24. 7. 2003. стр. 727—729.

Обреновац
- „Статут градске општине Обреновац (пречишћен текст)” (PDF). Службени лист града Београда 19/14. 14. 3. 2014. стр. 10—28.

Палилула
- „Статут градске општине Палилула” (PDF). Службени лист града Београда 43/08. 14. 11. 2008. стр. 24—35.
- „Одлука о изгледу и употреби симбола градске општине Палилула” (PDF). Службени лист града Београда 14/06. 28. 6. 2006. стр. 3—4.

Раковица
- „Статут градске општине Раковица” (PDF). Службени лист града Београда 45/08. 17. 11. 2008. стр. 18—28.
- „Одлука о грбу и застави градске општине Раковица” (PDF). Службени лист града Београда 17/09. 15. 4. 2009. стр. 6—7.

Савски венац
- „Статут градске општине Савски венац” (PDF). Службени лист града Београда 45/08. 17. 11. 2008. стр. 40—52.

Сопот
- „Статут градске општине Сопот” (PDF). Службени лист града Београда 45/08. 17. 11. 2008. стр. 53—63.

Стари град
- „Статут градске општине Стари град (други пречишћен текст)” (PDF). Службени лист града Београда 4/14. 23. 1. 2014. стр. 7—21.
- „Одлука о употреби грба и заставе градске општине Стари град (пречишћен текст)” (PDF). Службени лист града Београда 63/13. 10. 12. 2013. стр. 5—7.

Сурчин
- „Статут градске општине Сурчин” (PDF). Службени лист града Београда 44/08. 17. 11. 2008. стр. 73—86.

Чукарица
- „Статут градске општине Чукарица (пречишћен текст)” (PDF). Службени лист града Београда 61/14. 10. 7. 2014. стр. 3—12.
- „Одлука о употреби имена, грба и заставе градске општине Чукарица” (PDF). Службени лист града Београда 110/16. 28. 11. 2016. стр. 1—8.